# Hyperolius minutissimus
Hyperolius minutissimus är en groddjursart som beskrevs av Schiøtz 1975. Hyperolius minutissimus ingår i släktet Hyperolius och familjen gräsgrodor. IUCN kategoriserar arten globalt som sårbar. Inga underarter finns listade i Catalogue of Life.